# Generał porucznik

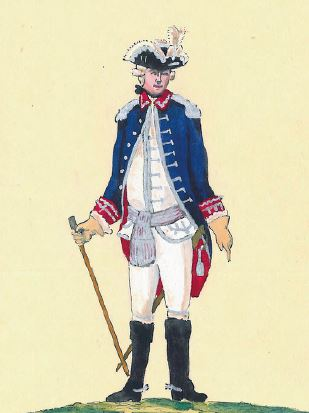
Generał lejtnant w 1775

Generał porucznik lub generał lejtnant (dawniej: generał-lejtnant, ros. генерал-поручик albo генерал-лейтенант) – wysoki stopień wojskowy w wielu armiach, w tym w Armii Radzieckiej i w Wehrmachcie, odpowiednik generała dywizji lub generała broni w Wojsku Polskim. Używany był też w wojsku I Rzeczypospolitej i Armii Wielkopolskiej, a także w Wojsku Polskim II Rzeczypospolitej do 1922 roku.
W Siłach Zbrojnych Stanów Zjednoczonych funkcjonuje stopień oficerski generała porucznika (ang. lieutenant general), którego polskim odpowiednikiem jest generał broni (3 gwiazdki, kod NATO: OF-8).
W niemieckich siłach zbrojnych jego nazwa brzmi Generalleutnant. Stopień Generalleutnanta obowiązywał w niektórych rodzajach sił zbrojnych III Rzeszy. Współcześnie stosowany jest w Bundeswehrze.
W wojsku I Rzeczypospolitej generał lejtnant dowodził dywizją. Do pomocy miał generała majora komenderującego jazdą dywizji lub piechotą dywizji. Rangę generała lejtnanta miał także pisarz polny koronny.

Armia Radziecka
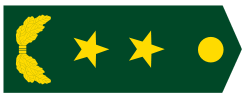
Chińska Armia Ludowo-Wyzwoleńcza
US Army
Wehrmacht